# Highfield-Cascade
Highfield-Cascade es un lugar designado por el censo ubicado en el condado de Washington en el estado estadounidense de Maryland. En el Censo de 2010 tenía una población de 1.112 habitantes y una densidad poblacional de 247,89 personas por km².

## Geografía
Highfield-Cascade se encuentra ubicado en las coordenadas 39°42′49″N 77°29′40″O / 39.71361, -77.49444. Según la Oficina del Censo de los Estados Unidos, Highfield-Cascade tiene una superficie total de 4.49 km², de la cual 4.49 km² corresponden a tierra firme y (0%) 0 km² es agua.

## Demografía
Según el censo de 2010, había 1.112 personas residiendo en Highfield-Cascade. La densidad de población era de 247,89 hab./km². De los 1.112 habitantes, Highfield-Cascade estaba compuesto por el 94.6% blancos, el 1.98% eran afroamericanos, el 0.45% eran amerindios, el 0.27% eran asiáticos, el 0.09% eran isleños del Pacífico, el 0.81% eran de otras razas y el 1.8% pertenecían a dos o más razas. Del total de la población el 1.44% eran hispanos o latinos de cualquier raza.